# Гексанитрородат(III) калия
Гексанитрородат(III) калия — неорганическое вещество, комплексное соединение металла родия с формулой K3[Rh(NO2)6],
светло-жёлтые кристаллы, нерастворимые в воде.

## Получение
- Действие нитрита калия на раствор сульфата родия(III):

{\displaystyle {\mathsf {12KNO_{2}+Rh_{2}(SO_{4})_{3}\ {\xrightarrow {}}\ 2K_{3}[Rh(NO_{2})_{6}]\downarrow +3K_{2}SO_{4}}}}

## Свойства
Гексанитрородат(III) калия образует светло-жёлтые кристаллы
кубической сингонии,
пространственная группа F m3,
параметры ячейки a = 1,065 нм, Z = 4.
Почти не растворяется в воде, растворяется в соляной кислоте.